# Jefe del Estado Mayor Conjunto de la Defensa
El Jefe del Estado Mayor Conjunto de la Defensa (JEMACON) es un oficial de alto rango del Estado Mayor de la Defensa cuya principal misión es la de apoyar y asesorar al Jefe de Estado Mayor de la Defensa. Es nombrado por el Rey a propuesta del Ministro de Defensa tras ser deliberado en el Consejo de Ministros.
Para llevar a cabo sus funciones de apoyo y asesoramiento, lidera el Estado Mayor Conjunto de la Defensa (EMACON), órgano que a través de sus diferentes órganos y departamentos asesora al JEMAD en la definición de la estrategia militar, el planeamiento de fuerza, la conducción estratégica de las operaciones y la representación militar ante organismos internacionales de seguridad y defensa.
Este cargo fue creado junto con el de Jefe de Estado Mayor de la Defensa en 1984.

## Estado Mayor Conjunto de la Defensa
El JEMACON dirige el EMACON, que está formado por:
- La Jefatura.
- La Secretaría General del Estado Mayor Conjunto de la Defensa (SEGEMACON).
- La División de Planes (DIVPLA).
- La División de Estrategia (DIVESTRA).
- La División de Desarrollo de la Fuerza (DIVDEF).
- La Jefatura Conjunta de Sanidad (JECOSAN).
- La Célula Nacional Contra Artefactos Explosivos Improvisados (CENCIED).
- La Unidad de Verificación (UVE).
- La Sección de Gestión de la Información y del Conocimiento (SGIC).
- La Jefatura de Seguridad y Servicios del Cuartel General del EMAD (JESES-CGEMAD).

## Lista de Jefes del Estado Mayor Conjunto
| N.º | Rango               | Nombre                                   | Nombramiento            | Cese                    | Rama | Refs          |
| --- | ------------------- | ---------------------------------------- | ----------------------- | ----------------------- | ---- | ------------- |
| 1º  | General de División | Miguel Iñiguez del Moral                 | 28 de enero de 1984     | 11 de abril de 1985     |      | [ 4 ]         |
| 2º  | General de División | José Pardo de Santayana y Coloma         | 11 de abril de 1985     | 25 de noviembre de 1986 |      | [ 5 ]         |
| 3º  | Vicealmirante       | Gonzalo Rodríguez Martín-Granizo         | 25 de noviembre de 1986 | 29 de diciembre de 1987 |      | [ 6 ]         |
| 4º  | Vicealmirante       | Pedro Regalado Aznar                     | 29 de diciembre de 1987 | 5 de junio de 1990      |      | [ 7 ]         |
| 5º  | General de División | José Antonio Romero Alés                 | 5 de junio de 1990      | 3 de julio de 1992      |      | [ 8 ]         |
| 6º  | General de División | Javier Pardo de Santayana y Coloma       | 3 de julio de 1992      | 24 de febrero de 1993   |      | [ 9 ] [ 10 ]  |
| 7º  | General de División | Santiago Valderas Cañestro               | 24 de febrero de 1993   | 15 de julio de 1994     |      | [ 11 ]        |
| 8º  | General de División | Enrique Richard Marín                    | 15 de julio de 1994     | 27 de diciembre de 1995 |      | [ 12 ]        |
| 9º  | Vicealmirante       | Antonio Moreno Barberá                   | 27 de diciembre de 1995 | 3 de julio de 1997      |      | [ 13 ]        |
| 10º | General de División | Juan Narro Romero                        | 3 de julio de 1997      | 24 de noviembre de 1998 |      | [ 14 ]        |
| 11º | Vicealmirante       | Rafael Lorenzo Montero                   | 24 de noviembre de 1998 | 17 de febrero de 2001   |      | [ 15 ]        |
| 12º | General de División | Juan Luis Ibarreta Manella               | 17 de febrero de 2001   | 14 de enero de 2004     |      | [ 16 ]        |
| 13º | General de División | Joaquín Tamarit Navas                    | 14 de enero de 2004     | 31 de julio de 2004     |      | [ 17 ]        |
| 14º | Vicealmirante       | José María Terán Elices                  | 31 de julio de 2004     | 18 de octubre de 2008   |      | [ 18 ]        |
| 15º | Teniente General    | José Luis López Rose                     | 18 de octubre de 2008   | 23 de junio de 2012     |      | [ 19 ]        |
| 16º | General de División | Juan Antonio Carrasco Juan               | 23 de junio de 2012     | 24 de junio de 2017     |      | [ 20 ] [ 21 ] |
| 17º | Almirante           | Francisco Javier González-Huix Fernández | 24 de junio de 2017     | 5 de agosto de 2020     |      | [ 22 ]        |
| 18º | Teniente General    | Fernando García González-Valerio         | 5 de agosto de 2020     | 23 de julio de 2024     |      | [ 23 ]        |
| 19º | Teniente General    | José Antonio Herrera Llamas              | 23 de julio de 2024     | En el cargo             |      | [ 24 ]        |